# 東方美人
東方美人（とうほうびじん）は、台湾で生産される台湾茶で、青茶（烏龍茶）の一種。東方美人茶とも表記される。比較的発酵度が高く、紅茶に近い味わいを持つ。ほかにも白毫烏龍茶、香檳烏龍茶、五色茶、椪風茶、膨風茶など多くの別名があり、現在一部の名は違う茶を指すこともある。

## 概要
19世紀中の台湾・新竹で、ウンカの被害（もともとウンカ=チャノミドリヒメヨコバイは害虫である）により商品として使い物にならなかった茶葉を用い製茶したところ、蜜のように甘くかぐわしい香りと味で評判になった。ウンカは害虫と呼ばれる虫であるが、東方美人を作るうえで必要なことから東方美人茶を虫食い茶と呼ぶこともある。当時製法を信じてもらえず、膨風茶（台湾語の「ほらふき」）と呼ばれたのが始まりであるという逸話もある。
しばらくしてヨーロッパに輸出されたが、実際に人気が出始めるのは19世紀末から20世紀に入ってからで、英国で名付けられた「オリエンタル=ビューティ（Oriental beauty）」（現在、ビクトリア女王が名付けたという説が巷に広がっているが、年代が一致しないので誤りであると考えられる）の訳語として、東洋では響きの美しい「東方美人」が定着した。清代・日本統治時代の頃から台湾の重要な輸出産品であったが、近年では台湾国内でも消費量が増えている。（生産量は増えていない）
東方美人は、五色茶の名前が示すとおり褐色・白・紅・黄・緑と色彩豊かな茶葉が最高とされる。これはウンカの内分泌物質により茶の二次代謝機能がおこり香気成分が発生する。茶葉が萎黄し新芽の成長停止と、その後の発酵（葉中の自己酸化）の程度が織りなす高い技術によるものである。なお6月二十四節気節の芒種頃にウンカが被害した茶葉を使用するのが最も良質の東方美人になるため農薬などは使えず、またウンカの発生も外部要因（天気、湿度、風量）に大きく左右されるため、製茶技術と同様栽培も非常に困難とされる。日本の茶畑の雰囲気とは違い雑草が生えている状態が多い。
なお東方美人と同様にウンカの害を逆用して生まれた茶葉には紅茶として飲まれるダージリン・ティーもある。
イギリスの実業家ジョン・ドッドが最初に紹介したとき、一部の情報筋は、エリザベス2世女王が台湾の特産のウーロン茶のつぼみを東洋のダンサーと関連づけ、その後お気に入りの「オリエンタルビューティ」と名付け、その美味しさに魅了されたとされている。それ以来、オリエンタルビューティ茶は世界中で有名になった。